# Utrka na 3000 m u brzom hodanju na Olimpijskim igrama
Osvajači olimpijskih medalja u atletici za muškarce u disciplini 3000 m brzo hodanje, koja se našla u programu Igara u dva navrata, prikazani su u sljedećoj tablici:
| Olimpijske igre | Zlato                  | Srebro               | Bronca                   |
| Atena 1906.     | György Sztantics (MAĐ) | Hermann Müller (NJE) | Georgios Saridakis (GRČ) |
| Antwerpen 1920. | Ugo Frigerio (ITA)     | George Parker (AUS)  | Richard Remer (SAD)      |